# 국도 제20호선
국도 제20호선 (國道第二十號線)은 대한민국 경상남도 산청군 시천면 중산리에서 경상북도 포항시 남구 동촌동 현대제철삼거리를 잇는 대한민국의 일반 국도이다.

## 역사
- 1981년 3월 14일 : 국도 제20호선 시천 ~ 경주선 신설[1]
- 1981년 5월 8일 : 국도로 승격된 청도군 풍각면 금곡동 ~ 월성군 건천읍 건천리 79.7 km 구간 개통[2]
- 1981년 5월 12일 : 국도로 승격된 산청군 시천면 중산리 ~ 창녕군 성산면 방리 136.473 km 구간 개통[3]
- 1981년 5월 30일 : 대통령령 제10247호 일반국도노선지정령 개정에 따라 신설된 186 km 구간으로 도로구역 결정[4]
- 1989년 3월 11일 : 창녕군 유어면 선소리, 본초리 일대 구 도로부지 폐지[5]
- 1996년 7월 1일 : 종점을 '경상북도 경주시'에서 '경상북도 포항시'로 연장함. 이에 따라 '산청 ~ 포항선'이 됨.[6]
- 1998년 5월 23일 : 송계교(산청군 생비량면 가계리) 1.5 km 구간 신설 개통, 기존 850m 구간 폐지[7]
- 1999년 6월 10일 : 칠곡우회도로(의령군 칠곡면 도산리 ~ 신포리) 1 km 구간 개통, 기존 구간 폐지[8][9]
- 1999년 7월 19일 : 청도교(청도군 화양읍 범곡리 ~ 청도읍 원정리) 3.22 km 구간 개통, 기존 7 km 구간 폐지[10]
- 1999년 9월 3일 : 대의우회도로(의령군 대의면 추산리 ~ 마쌍리) 2.37 km 구간 개통[11]
- 1999년 12월 30일 : 생비량우회도로(산청군 생비량면 외도리 ~ 도동리) 1.387 km 구간 개통, 기존 730m 구간 폐지[12]
- 1999년 12월 : 건천 ~ 포항간 도로 중 건천서부우회도로 2.8 km 구간 개통[13]
- 2000년 2월 24일 : 경상북도 경주시 건천읍 천포리 ~ 포항시 남구 장흥동 32.9 km 구간을 자동차 전용도로로 지정[14]
- 2000년 8월 18일 : 부림우회도로(의령군 유곡면 세간리 ~ 부림면 감암리) 4.29 km 구간 개통, 기존 2.6 km 구간 폐지[15]
- 2001년 10월 13일 : 단성우회도로(산청군 단성면 사월리 ~ 강누리) 4.637 km 구간 개통[16], 기존 4.2 km 구간 폐지[17]
- 2002년 9월 13일 : 시천우회도로(산청군 시천면 원리 ~ 사리) 3.56 km 구간 확장 개통[18], 기존 산청군 시천면 외공리 ~ 사리 3.7 km 구간 폐지[19]
- 2003년 1월 1일 : 풍각우회도로(청도군 풍각면 흑석리 ~ 각남면 신당리) 4.17 km 구간 개통[20]
- 2003년 5월 16일 : 건천 ~ 포항간 도로 중 천북 ~ 포항 부분(경주시 안강읍 사방리 ~ 강동면 왕신리) 6.7 km 구간 확장 개통[21]
- 2003년 12월 4일 : 금천우회도로(청도군 금천면 동곡리 ~ 운문면 방지리) 4.4 km 구간 개통[22]
- 2004년 9월 24일 : 화양 ~ 청도간 도로(청도군 화양읍 서상리 ~ 범곡리) 2.52 km 구간 확장 개통, 기존 1 km 구간 폐지[23]
- 2004년 12월 29일 : 건천 ~ 포항간 도로 중 강동 ~ 포항 부분 9.2 km 구간, 건천IC ~ 현곡 6.0 km 구간, 현곡 ~ 천북 8.0 km 구간이 개통하면서 건천 ~ 포항간 도로(경주시 건천읍 천포리 ~ 포항시 남구 대송면 제내리) 33.1 km 전 구간 개통[13]
- 2006년 7월 20일 : 청도군 풍각면 금곡리 600m 구간 선형 개량 개통, 기존 420m 구간 폐지[24]
- 2008년 6월 19일 : 건천서부 우회도로 개통으로 기존 경주시 건천읍 천포리 ~ 조전리 1.3 km 구간 폐지[25]
- 2010년 9월 13일 : 칠곡 ~ 가례간 도로(의령군 칠곡면 신포리 ~ 가례면 가례리) 4.33 km 구간 확장 개통[26]
- 2011년 1월 1일 : 칠곡 ~ 가례간 도로 개통으로 기존 의령군 칠곡면 신포리 ~ 가례면 가례리 3.0 km 구간 폐지[27]
- 2013년 6월 30일 : 남천 ~ 청도간 도로 1공구 및 곰티재터널(청도군 청도읍 부야리 ~ 매전면 덕산리) 4.88 km 구간 확장 개통[28][29]
- 2013년 8월 29일 : 남천 ~ 청도간 도로 1공구 및 곰티재터널 개통으로 인해 기존 청도군 청도읍 부야리 ~ 매전면 덕산리 4.76 km 구간 폐지[30]
- 2014년 12월 1일 : 대의 ~ 칠곡간 도로 (의령군 대의면 마쌍리 대의 교차로 ~ 칠곡면 외조리 칠곡 교차로) 8.256 km 구간 확장 개통, 기존 의령군 대의면 다사리 ~ 칠곡면 산북리 4.63 km 구간 폐지[31][32]
- 2014년 12월 19일 : 풍각 ~ 화양간 도로(청도군 각남면 신당리 신당 교차로 ~ 화양읍 서산리 합천삼거리) 6.5 km 구간 확장 개통[33][34][35], 기존 청도군 각남면 신당리 ~ 칠성리 4.2 km 구간 폐지[36]
- 2014년 12월 29일 : 생비량 ~ 쌍백간 도로(산청군 생비량면 도리 ~ 가계리) 3.4 km 구간 확장 개통, 기존 구간 폐지[37]
- 2015년 3월 27일 : 시점을 산청군 시천면 원리 교차로에서 시천면 중산리로 변경[38]
- 2017년 1월 16일 : 창녕군 대지면 본초리 440m 구간 개량 개통, 기존 500m 구간 폐지[39]
- 2017년 7월 31일 : 의령 ~ 정곡간 도로(의령군 용덕면 운곡리 ~ 정곡면 죽전리) 4.7 km 구간 개량 개통[40], 기존 3.9 km 구간 폐지[41]
- 2021년 12월 21일 : 죽전지구 위험도로(의령군 정곡면 죽전리) 200m 구간 개량 개통[42], 기존 구간 폐지[43]

## 주요 경유지
경상남도
- 산청군 (시천면 · 단성면 · 신안면 · 생비량면) - 의령군 (대의면 · 칠곡면 · 가례면 · 의령읍 · 용덕면 · 정곡면 · 유곡면 · 부림면) - 합천군 청덕면 - 창녕군 (이방면 · 유어면 · 대지면 · 창녕읍 · 고암면 · 성산면)

경상북도
- 청도군 (풍각면 · 각남면 · 화양읍 · 청도읍 · 매전면 · 금천면 · 운문면) - 경주시 (산내면 · 건천읍 · 광명동 · 현곡면 · 안강읍 · 천북면 · 강동면) - 포항시 남구 (대송면 · 연일읍 · 대송면 · 장흥동 · 대송면 · 장흥동 · 괴도동 · 동촌동)

## 노선
- (■): 자동차 전용도로 구간

### 경상남도

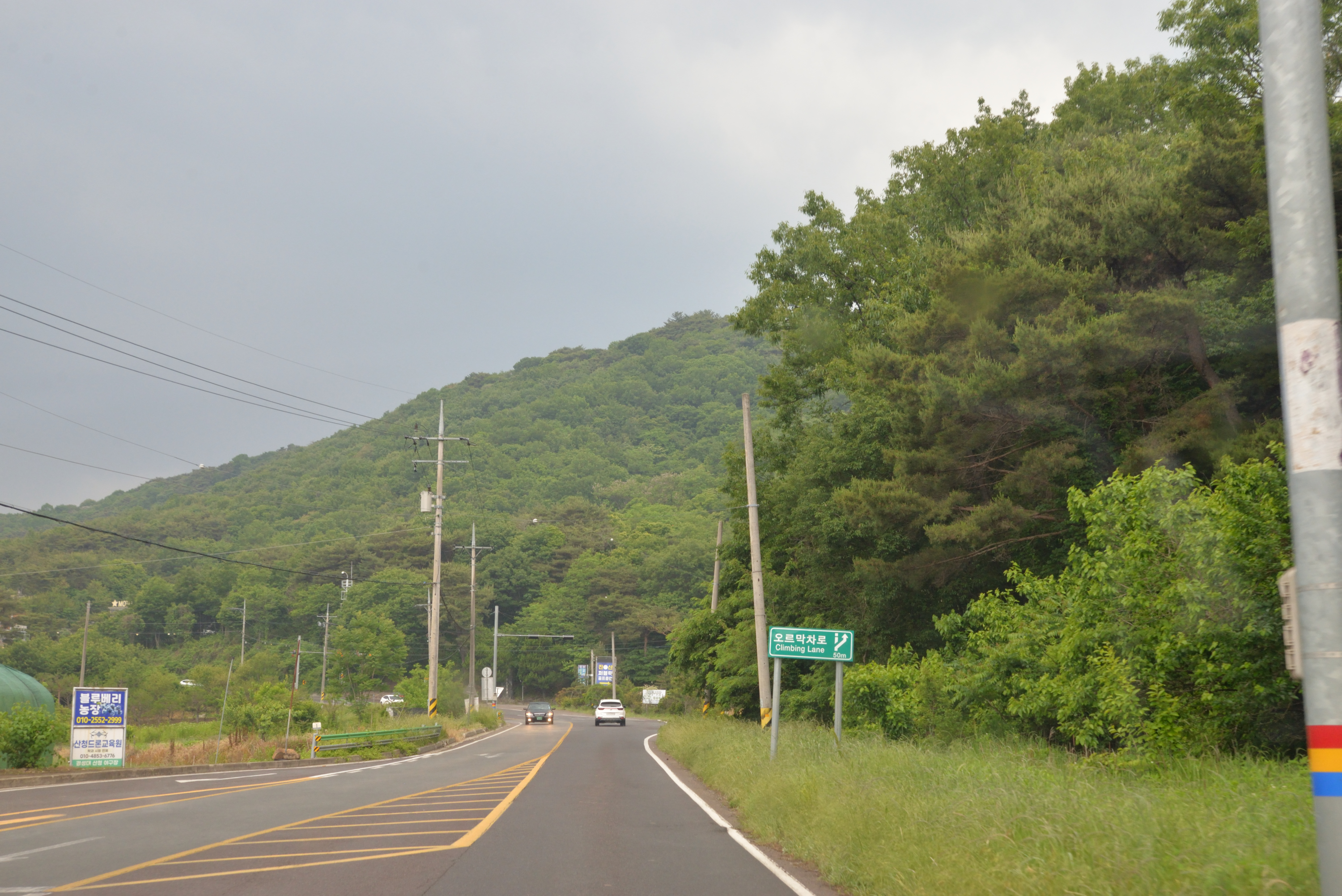
국도 제20호선 오르막차로 시작, 산청군 단성면 길리

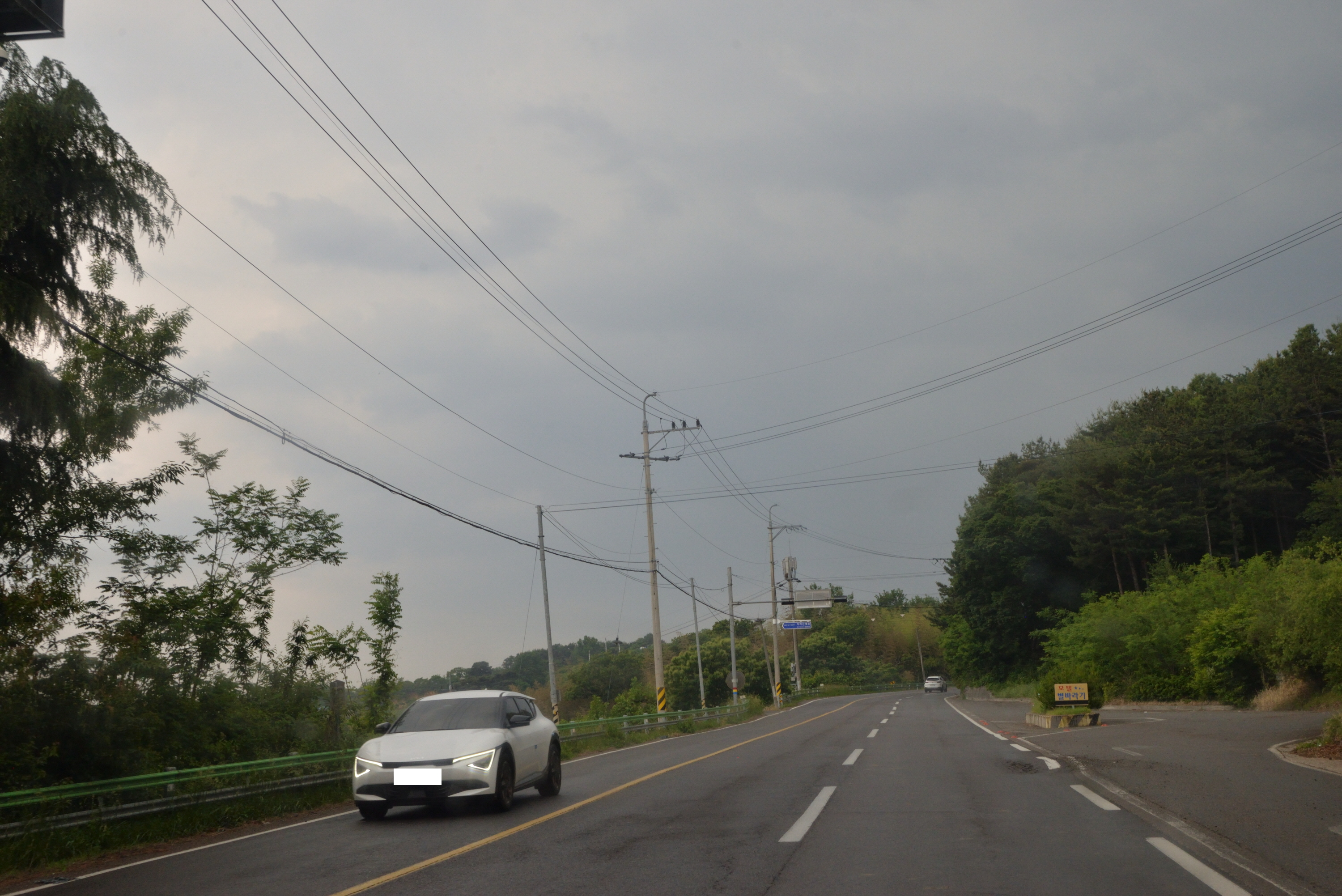
국도 제20호선 오르막차로, 산청군 단성면 길리

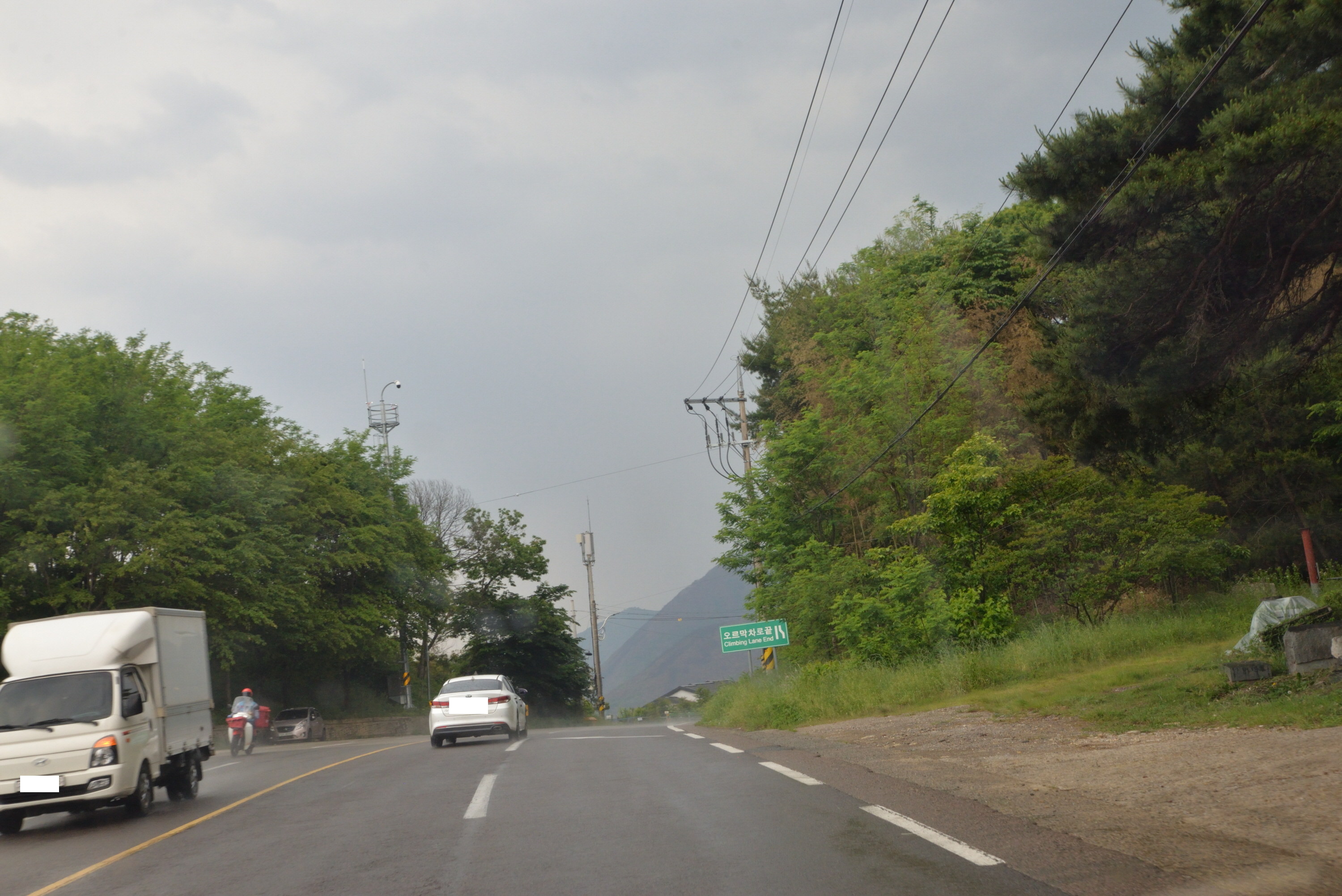
국도 제20호선 오르막차로 끝, 산청군 단성면 길리

| 이름                                    | 접속 노선                                          | 소재지                                       | 소재지                                                  | 비고                                                             |
| --------------------------------------- | -------------------------------------------------- | -------------------------------------------- | ------------------------------------------------------- | ---------------------------------------------------------------- |
| 중산리                                  |                                                    | 산청군                                       | 시천면                                                  | 시점                                                             |
| 중산교                                  |                                                    | 산청군                                       | 시천면                                                  |                                                                  |
| (삼당교 동단)                           | 지방도 제1047호선 (삼신봉로)                       | 산청군                                       | 시천면                                                  | 지방도 제1047호선과 중복                                         |
| 신천초등학교                            |                                                    | 산청군                                       | 시천면                                                  | 지방도 제1047호선과 중복                                         |
| (반천1교 북단)                          | 반천로                                             | 산청군                                       | 시천면                                                  | 지방도 제1047호선과 중복                                         |
| (삼성교 북단)                           | 국도 제59호선 (지리산대로1478번길)                 | 산청군                                       | 시천면                                                  | 지방도 제1047호선과 중복 국도 제59호선과 중복                    |
| 덕산제                                  |                                                    | 산청군                                       | 시천면                                                  | 국도 제59호선과 중복                                             |
| 원리 교차로                             | 국도 제59호선 (남명로)                             | 산청군                                       | 시천면                                                  | 국도 제59호선과 중복 상행 진입 불가 하행 진출 불가               |
| 원리1교                                 |                                                    | 산청군                                       | 시천면                                                  |                                                                  |
| (천평4통로)                             | 친환경로 지리산대로1846번길                        | 산청군                                       | 시천면                                                  |                                                                  |
| 덕산1교                                 |                                                    | 산청군                                       | 시천면                                                  |                                                                  |
| 사리 교차로                             | 남명로                                             | 산청군                                       | 시천면                                                  | 상행 진출 불가                                                   |
| 소리교                                  | 지리산대로2155번길                                 | 산청군                                       | 단성면                                                  |                                                                  |
| 덕문교                                  | 백운로                                             | 산청군                                       | 단성면                                                  |                                                                  |
| 창촌삼거리                              | 지방도 제1005호선 (옥단로)                         | 산청군                                       | 단성면                                                  |                                                                  |
| (호암교 남단)                           | 지방도 제1001호선 (호암로)                         | 산청군                                       | 단성면                                                  | 지방도 제1001호선과 중복                                         |
| 남사삼거리                              | 지방도 제1001호선 (목화로) 지리산대로2919번길      | 산청군                                       | 단성면                                                  | 지방도 제1001호선과 중복                                         |
| 남사교                                  |                                                    | 산청군                                       | 단성면                                                  |                                                                  |
| (사월3통로)                             | 지방도 제1049호선 (목화로)                         | 산청군                                       | 단성면                                                  | 하행 진출 불가                                                   |
| 배양교                                  | 지방도 제1049호선 (목화로) (성철로)                | 산청군                                       | 단성면                                                  | 상행만 진출입 가능                                               |
| 단성 나들목 (성내육교)                  | 35호선 통영대전고속도로 목화로                     | 산청군                                       | 단성면                                                  |                                                                  |
| 성내리                                  | 목화로 지리산대로3362번길                          | 산청군                                       | 단성면                                                  |                                                                  |
| 단성중고교앞사거리                      | 강누방목로 지리산대로3362번길                      | 산청군                                       | 단성면                                                  |                                                                  |
| 단성교                                  |                                                    | 산청군                                       | 단성면                                                  |                                                                  |
|                                         | 신안면                                             | 산청군                                       |                                                         |                                                                  |
| 원지삼거리                              | 원지강변로 중촌갈천로                              | 산청군                                       |                                                         |                                                                  |
| 원지삼거리                              | 원지로                                             | 산청군                                       |                                                         |                                                                  |
| 하정 교차로                             | 국도 제3호선 (산청대로)                            | 산청군                                       |                                                         |                                                                  |
| (청현교 북단)                           | 지방도 제1006호선 (청현로)                         | 산청군                                       | 지방도 제1006호선과 중복                                |                                                                  |
| 문대삼거리                              | 지방도 제1006호선 (신차로)                         | 산청군                                       | 지방도 제1006호선과 중복                                |                                                                  |
| 신안교                                  |                                                    | 산청군                                       |                                                         |                                                                  |
| 도리 교차로                             | 비량로                                             | 산청군                                       | 생비량면                                                |                                                                  |
| 생비량교                                |                                                    | 산청군                                       | 생비량면                                                |                                                                  |
| 봉두 교차로                             | 비량로                                             | 산청군                                       | 생비량면                                                | 상행 진출 불가 하행 진입 불가                                    |
| 도리교 봉두교                           |                                                    | 산청군                                       | 생비량면                                                |                                                                  |
| 가락 교차로                             | 비량로320번길                                      | 산청군                                       | 생비량면                                                |                                                                  |
| 법평교                                  |                                                    | 산청군                                       | 생비량면                                                |                                                                  |
| 법평 교차로                             | 비량로                                             | 산청군                                       | 생비량면                                                | 상행 진출 불가 하행 진입 불가                                    |
| 생비량삼거리                            | 진산로                                             | 산청군                                       | 생비량면                                                |                                                                  |
| 생비량 교차로                           | 국도 제33호선 (대신로)                             | 산청군                                       | 생비량면                                                | 국도 제33호선과 중복                                             |
| 송계교                                  |                                                    | 산청군                                       | 생비량면                                                | 국도 제33호선과 중복                                             |
| 대의1교                                 |                                                    | 의령군                                       | 대의면                                                  | 국도 제33호선과 중복                                             |
| 추산교                                  | 망용로 망용로1길                                   | 의령군                                       | 대의면                                                  | 국도 제33호선과 중복                                             |
| 대의 교차로                             | 국도 제33호선 (합천대로) 대의로                    | 의령군                                       | 대의면                                                  | 국도 제33호선과 중복                                             |
| 마쌍 교차로                             | 대의로                                             | 의령군                                       | 대의면                                                  |                                                                  |
| 평촌 교차로                             | 마쌍2길                                            | 의령군                                       | 대의면                                                  |                                                                  |
| 죽전 교차로 (죽전1교)                   | 한티로                                             | 의령군                                       | 대의면                                                  | 상행 진입 불가 하행 진출 불가                                    |
| 죽전2교                                 |                                                    | 의령군                                       | 대의면                                                  |                                                                  |
| 죽전터널                                |                                                    | 의령군                                       | 대의면                                                  | 연장 185m                                                        |
| 다사 교차로 (다사교)                    | 한티로                                             | 의령군                                       | 대의면                                                  |                                                                  |
| 다사터널                                |                                                    | 의령군                                       | 대의면                                                  | 연장 660m                                                        |
| 다사터널                                | 칠곡면                                             | 의령군                                       |                                                         | 연장 660m                                                        |
| 축공교                                  |                                                    | 의령군                                       |                                                         |                                                                  |
| 양촌 교차로 (양촌교)                    | 한티로                                             | 의령군                                       |                                                         |                                                                  |
| 산남 교차로                             | 산남길                                             | 의령군                                       |                                                         |                                                                  |
| 칠곡 교차로                             | 칠곡로 칠곡로1길                                   | 의령군                                       | 상행 진입 불가 하행 진출 불가                           |                                                                  |
| 신포교                                  |                                                    | 의령군                                       |                                                         |                                                                  |
| 입암 교차로 (입암육교)                  | 지방도 제1013호선 (칠곡로) (진의로)                | 의령군                                       |                                                         |                                                                  |
| 봉두 교차로 (봉두육교)                  | 홍의로                                             | 의령군                                       | 가례면                                                  |                                                                  |
| 운암육교                                |                                                    | 의령군                                       | 가례면                                                  |                                                                  |
| 가례육교                                | 홍의로                                             | 의령군                                       | 가례면                                                  |                                                                  |
| 가례 교차로 (새가례육교)                | 의병로 국궁길                                      | 의령군                                       | 가례면                                                  |                                                                  |
| 가례교                                  |                                                    | 의령군                                       | 가례면                                                  |                                                                  |
| 남천삼거리                              | 지방도 제1037호선 (벽화로)                         | 의령군                                       | 의령읍                                                  | 지방도 제1037호선과 중복                                         |
| 서부삼거리                              | 지방도 제1037호선 (의병로8길)                      | 의령군                                       | 의령읍                                                  | 지방도 제1037호선과 중복                                         |
| 의병사거리                              | 충익로                                             | 의령군                                       | 의령읍                                                  |                                                                  |
| 구룡사거리                              | 구룡로 남산로                                      | 의령군                                       | 의령읍                                                  |                                                                  |
| 백야오거리                              | 국도 제79호선 (의령대로) 남강로 백산로             | 의령군                                       | 의령읍                                                  |                                                                  |
| 무전삼거리                              | 백산로                                             | 의령군                                       | 의령읍                                                  |                                                                  |
| 교암사거리                              | 덕암로 소상로                                      | 의령군                                       | 용덕면                                                  |                                                                  |
| 운곡삼거리                              | 의합대로                                           | 의령군                                       | 용덕면                                                  |                                                                  |
| 용덕사거리                              | 소상로                                             | 의령군                                       | 용덕면                                                  |                                                                  |
| 용소교                                  |                                                    | 의령군                                       | 용덕면                                                  |                                                                  |
| 산학삼거리                              | 의합대로                                           | 의령군                                       | 용덕면                                                  |                                                                  |
| 진등재삼거리                            | 의합대로                                           | 의령군                                       | 용덕면                                                  |                                                                  |
| 진등재터널                              |                                                    | 의령군                                       | 용덕면                                                  | 연장 893m                                                        |
| 진등재터널                              | 정곡면                                             | 의령군                                       |                                                         | 연장 893m                                                        |
| 죽전교                                  |                                                    | 의령군                                       |                                                         |                                                                  |
| 죽전삼거리                              | 의합대로                                           | 의령군                                       |                                                         |                                                                  |
| 정곡삼거리                              | 법정로                                             | 의령군                                       |                                                         |                                                                  |
| 중교사거리                              | 국가지원지방도 제67호선 지방도 제1011호선 (법정로) | 의령군                                       | 국가지원지방도 제67호선과 중복                          |                                                                  |
| 정곡중학교                              |                                                    | 의령군                                       | 국가지원지방도 제67호선과 중복                          |                                                                  |
| 달재                                    |                                                    | 의령군                                       | 국가지원지방도 제67호선과 중복                          |                                                                  |
|                                         | 유곡면                                             | 의령군                                       | 국가지원지방도 제67호선과 중복                          |                                                                  |
| 야산삼거리                              | 지방도 제1041호선 (청정로)                         | 의령군                                       | 국가지원지방도 제67호선과 중복 지방도 제1041호선과 중복 |                                                                  |
| 세간삼거리                              | 지방도 제1041호선 (함의로)                         | 의령군                                       | 국가지원지방도 제67호선과 중복 지방도 제1041호선과 중복 |                                                                  |
| 세간교삼거리                            | 국가지원지방도 제60호선 지방도 제1008호선 (박진로) | 의령군                                       | 국가지원지방도 제60, 67호선과 중복                      |                                                                  |
| 세간교                                  |                                                    | 의령군                                       | 국가지원지방도 제60, 67호선과 중복                      |                                                                  |
| 막곡리                                  | 국가지원지방도 제60호선 (신번로) 단원로            | 의령군                                       | 부림면                                                  | 국가지원지방도 제60, 67호선과 중복 상행 진입 불가 하행 진출 불가 |
| 부림교                                  | 대한로                                             | 의령군                                       | 부림면                                                  | 국가지원지방도 제67호선과 중복                                   |
| 의령 나들목                             | 14호선 함양울산고속도로                            | 의령군                                       | 부림면                                                  | 국가지원지방도 제67호선과 중복 미개통                            |
| 여배교                                  |                                                    | 의령군                                       | 부림면                                                  | 국가지원지방도 제67호선과 중복                                   |
| 원진교                                  |                                                    | 합천군                                       | 청덕면                                                  | 국가지원지방도 제67호선과 중복                                   |
| 적포삼거리                              | 국도 제24호선 (동부로)                             | 합천군                                       | 청덕면                                                  | 국도 제24호선과 중복 국가지원지방도 제67호선과 중복              |
| 적포교                                  |                                                    | 합천군                                       | 청덕면                                                  | 국도 제24호선과 중복 국가지원지방도 제67호선과 중복              |
|                                         | 창녕군                                             | 이방면                                       |                                                         | 국도 제24호선과 중복 국가지원지방도 제67호선과 중복              |
| 이남삼거리                              | 창녕군                                             | 이방면                                       | 국가지원지방도 제79호선 (이방로)                        | 국도 제24호선과 중복 국가지원지방도 제67, 79호선과 중복          |
| (성산)                                  | 창녕군                                             | 이방면                                       | 우포3로                                                 | 국도 제24호선과 중복 국가지원지방도 제67, 79호선과 중복          |
| 유어교                                  | 창녕군                                             | 이방면                                       |                                                         | 국도 제24호선과 중복 국가지원지방도 제67, 79호선과 중복          |
|                                         | 창녕군                                             | 유어면                                       |                                                         | 국도 제24호선과 중복 국가지원지방도 제67, 79호선과 중복          |
| (승계)                                  | 창녕군                                             | 등대2길                                      |                                                         | 국도 제24호선과 중복 국가지원지방도 제67, 79호선과 중복          |
| 등대중학교(폐교)                        | 창녕군                                             | 가항길                                       |                                                         | 국도 제24호선과 중복 국가지원지방도 제67, 79호선과 중복          |
| (미구)                                  | 창녕군                                             | 미구길                                       |                                                         | 국도 제24호선과 중복 국가지원지방도 제67, 79호선과 중복          |
| 유어파출소                              | 창녕군                                             | 미수원길                                     |                                                         | 국도 제24호선과 중복 국가지원지방도 제67, 79호선과 중복          |
| 유어면 행정복지센터                     | 창녕군                                             |                                              |                                                         | 국도 제24호선과 중복 국가지원지방도 제67, 79호선과 중복          |
| 유어삼거리                              | 창녕군                                             | 국도 제79호선 (영산장마로)                   |                                                         | 국도 제24호선과 중복 국가지원지방도 제67, 79호선과 중복          |
| (선소)                                  | 창녕군                                             | 내부곡길 선소1길                             | 국도 제24호선과 중복 국가지원지방도 제67호선과 중복     |                                                                  |
| (유장)                                  | 창녕군                                             | 유장길                                       | 국도 제24호선과 중복 국가지원지방도 제67호선과 중복     |                                                                  |
| (회룡마을)                              | 창녕군                                             | 우포늪길                                     | 국도 제24호선과 중복 국가지원지방도 제67호선과 중복     |                                                                  |
| 우포생태교육원                          | 창녕군                                             | 대대길                                       | 국도 제24호선과 중복 국가지원지방도 제67호선과 중복     |                                                                  |
| (회룡)                                  | 창녕군                                             | 유어갓골길                                   | 국도 제24호선과 중복 국가지원지방도 제67호선과 중복     |                                                                  |
| (예동)                                  | 창녕군                                             | 예동길                                       | 국도 제24호선과 중복 국가지원지방도 제67호선과 중복     | 대지면                                                           |
| 본초삼거리                              | 창녕군                                             | 관동길                                       | 국도 제24호선과 중복 국가지원지방도 제67호선과 중복     | 대지면                                                           |
| (대초)                                  | 창녕군                                             | 대초길 학성세거리길                          | 국도 제24호선과 중복 국가지원지방도 제67호선과 중복     | 대지면                                                           |
| (학성)                                  | 창녕군                                             | 학동길                                       | 국도 제24호선과 중복 국가지원지방도 제67호선과 중복     | 대지면                                                           |
| 대지농공단지                            | 창녕군                                             | 대지농공단지길                               | 국도 제24호선과 중복 국가지원지방도 제67호선과 중복     | 대지면                                                           |
| (구미리)                                | 창녕군                                             | 구미길                                       | 국도 제24호선과 중복 국가지원지방도 제67호선과 중복     | 대지면                                                           |
| (직신)                                  | 창녕군                                             | 직신1길                                      | 국도 제24호선과 중복 국가지원지방도 제67호선과 중복     | 창녕읍                                                           |
| 창녕공단                                | 창녕군                                             | 창녕공단길                                   | 국도 제24호선과 중복 국가지원지방도 제67호선과 중복     | 창녕읍                                                           |
| 창녕육교                                | 창녕군                                             |                                              | 국도 제24호선과 중복 국가지원지방도 제67호선과 중복     | 창녕읍                                                           |
| 창녕 나들목 (창녕IC사거리)              | 창녕군                                             | 45호선 중부내륙고속도로 우포유어농로         | 국도 제24호선과 중복 국가지원지방도 제67호선과 중복     | 창녕읍                                                           |
| 조산삼거리                              | 창녕군                                             | 조산1길 직교2길                              | 국도 제24호선과 중복 국가지원지방도 제67호선과 중복     | 창녕읍                                                           |
| 오리정사거리                            | 창녕군                                             | 지방도 제1080호선 (창녕대로) (우포2로)       | 국도 제24호선과 중복 국가지원지방도 제67호선과 중복     | 창녕읍                                                           |
| 창녕군청                                | 창녕군                                             | 군청길                                       | 국도 제24호선과 중복 국가지원지방도 제67호선과 중복     | 창녕읍                                                           |
| 명덕초등학교 창녕 석빙고                | 창녕군                                             |                                              | 국도 제24호선과 중복 국가지원지방도 제67호선과 중복     | 창녕읍                                                           |
| 송현사거리                              | 창녕군                                             | 척경비로 화왕산로                            | 국도 제24호선과 중복 국가지원지방도 제67호선과 중복     | 창녕읍                                                           |
| 창녕박물관 창녕 교동과 송현동 고분군    | 창녕군                                             |                                              | 국도 제24호선과 중복 국가지원지방도 제67호선과 중복     | 창녕읍                                                           |
| 창녕공업고등학교                        | 창녕군                                             |                                              | 국도 제24호선과 중복 국가지원지방도 제67호선과 중복     | 고암면                                                           |
| 우천교                                  | 창녕군                                             |                                              | 국도 제24호선과 중복 국가지원지방도 제67호선과 중복     | 고암면                                                           |
| 고암사거리                              | 창녕군                                             | 억만미산로 중대길                            | 국도 제24호선과 중복 국가지원지방도 제67호선과 중복     | 고암면                                                           |
| 고암사거리                              | 창녕군                                             | 국도 제24호선 (창밀로) 월미상월길            | 국도 제24호선과 중복 국가지원지방도 제67호선과 중복     | 고암면                                                           |
| 고암초등학교 고암면 행정복지센터 중대교 | 창녕군                                             |                                              | 국가지원지방도 제67호선과 중복                          | 고암면                                                           |
| 방골재                                  | 창녕군                                             |                                              | 국가지원지방도 제67호선과 중복                          | 고암면                                                           |
|                                         | 창녕군                                             | 성산면                                       | 국가지원지방도 제67호선과 중복                          |                                                                  |
| 방리삼거리 (방리교)                     | 창녕군                                             | 지방도 제1034호선 (성산로) 방리길 방리가복길 | 국가지원지방도 제67호선과 중복                          |                                                                  |
| 버티재삼거리                            | 창녕군                                             |                                              | 국가지원지방도 제67호선과 중복                          |                                                                  |
| 버티재                                  | 창녕군                                             |                                              | 국가지원지방도 제67호선과 중복                          |                                                                  |

### 경상북도

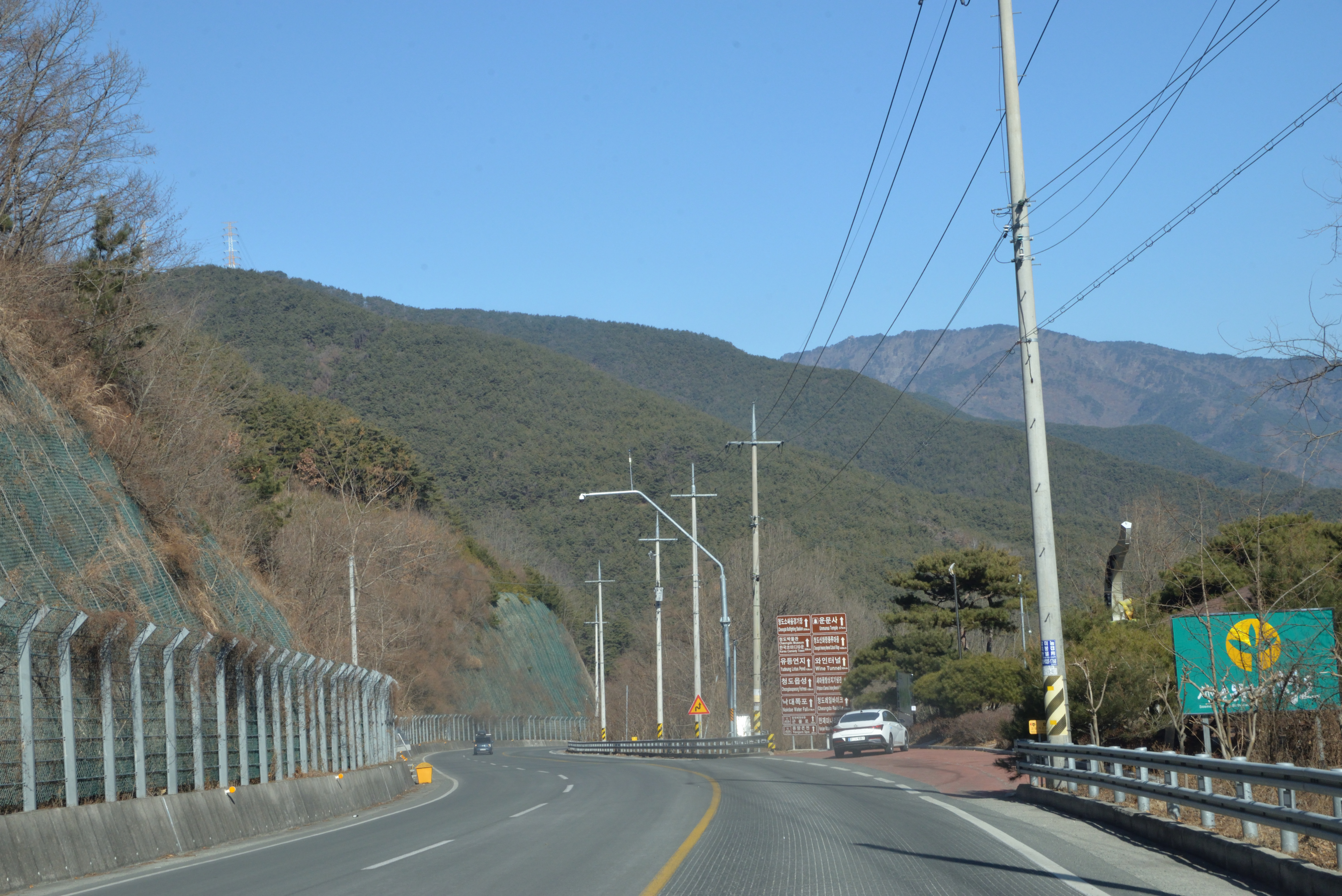
청도군 풍각면 비티재, 포항 방향

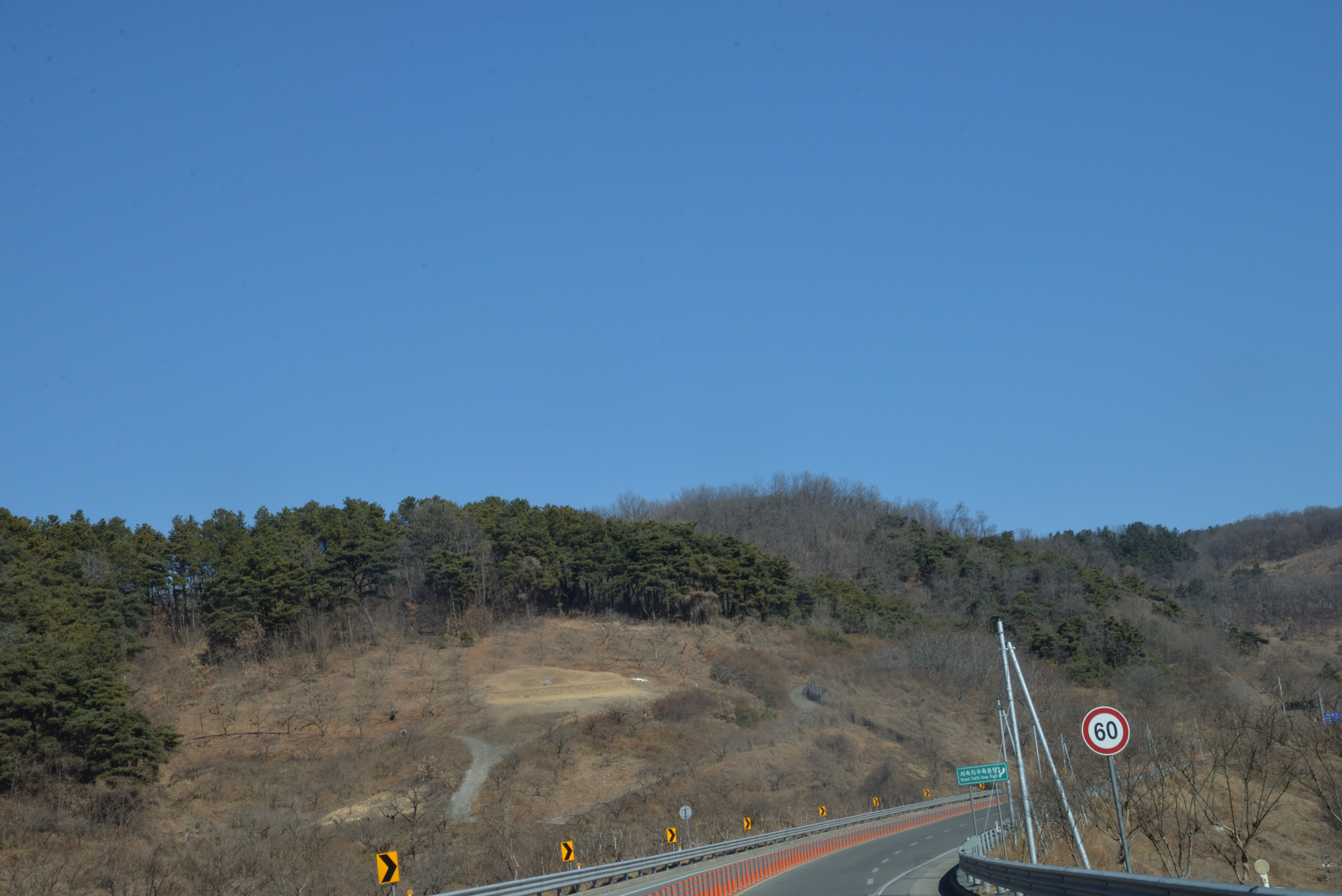
청도군 청도읍 곰티재 오르막차로 시작

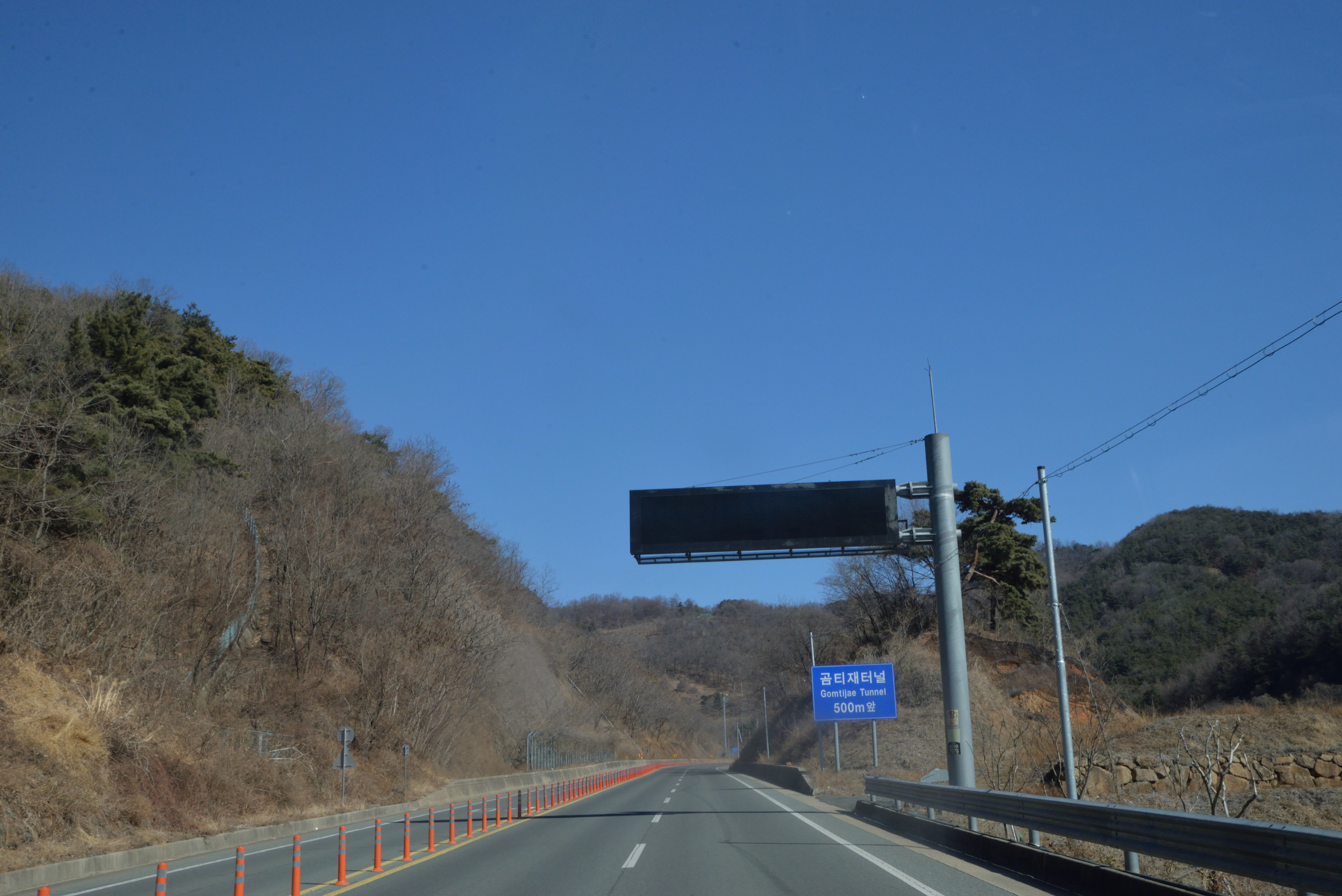
청도군 청도읍 곰티재

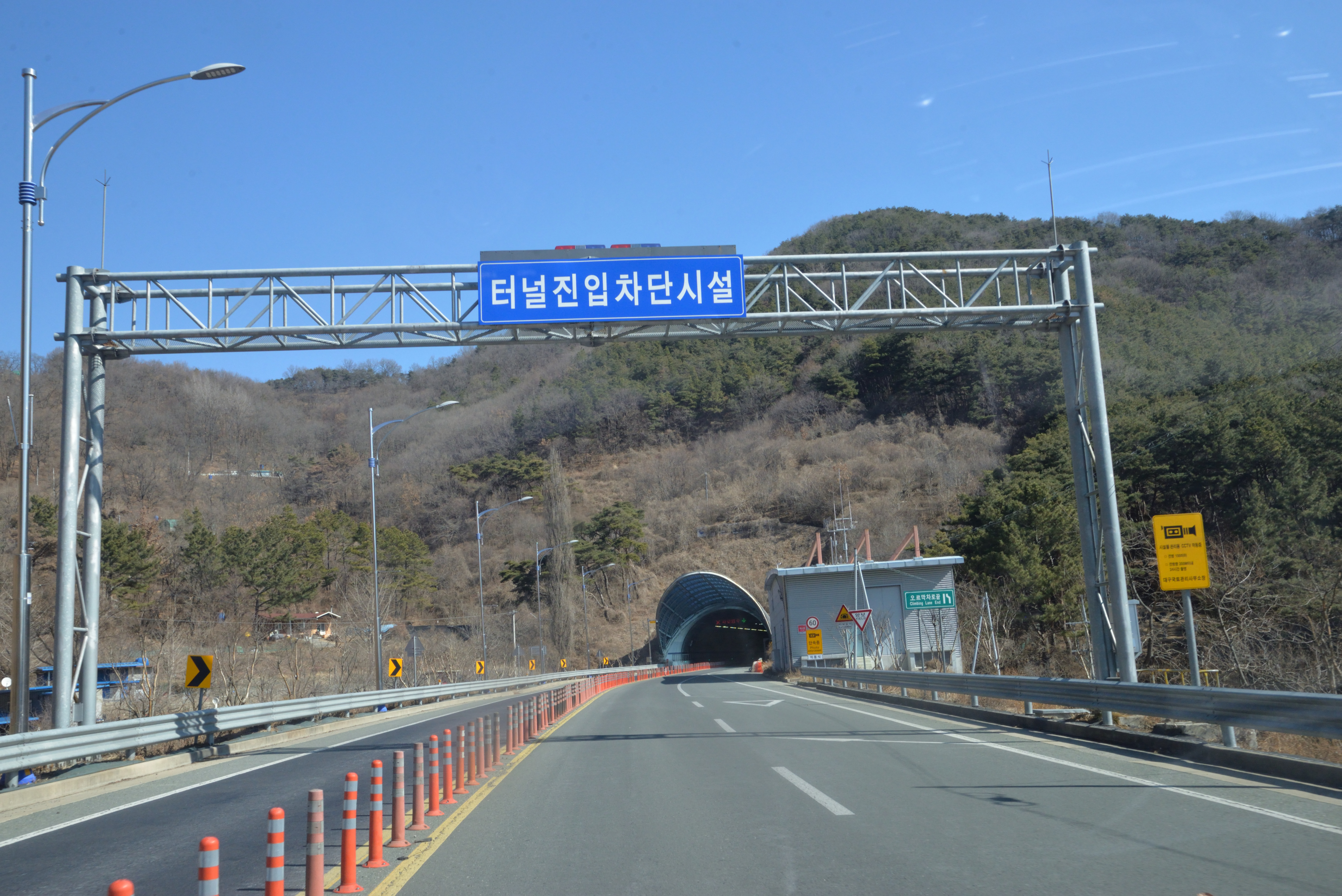
청도군 청도읍 곰티재터널, 오르막차로 끝

| 이름                            | 접속 노선                                                           | 소재지                              | 소재지                                                                  | 비고                                 |
| ------------------------------- | ------------------------------------------------------------------- | ----------------------------------- | ----------------------------------------------------------------------- | ------------------------------------ |
| 버티재                          |                                                                     | 청도군                              | 풍각면                                                                  | 국가지원지방도 제67호선과 중복       |
| 금곡삼거리                      | 금동길                                                              | 청도군                              | 풍각면                                                                  |                                      |
| 풍각육교                        | 봉기로 월봉길                                                       | 청도군                              | 풍각면                                                                  |                                      |
| 송서1교                         |                                                                     | 청도군                              | 풍각면                                                                  |                                      |
| 송서2교                         |                                                                     | 청도군                              | 풍각면                                                                  |                                      |
|                                 | 각남면                                                              | 청도군                              |                                                                         |                                      |
| 신당 교차로                     | 국가지원지방도 제30호선 지방도 제902호선 (각남로) (한재로) (헐티로) | 청도군                              |                                                                         |                                      |
| 예리 교차로                     | 예리4길                                                             | 청도군                              |                                                                         |                                      |
| 각남 교차로                     | 국가지원지방도 제30호선 (이서로)                                    | 청도군                              |                                                                         |                                      |
| 서상 교차로                     | 도주관로 연지로                                                     | 청도군                              | 화양읍                                                                  |                                      |
| 합천삼거리                      | 화양로                                                              | 청도군                              | 화양읍                                                                  |                                      |
| 화양삼거리                      | 화양로                                                              | 청도군                              | 화양읍                                                                  |                                      |
| 눌미사거리                      | 동고길 동천3길                                                      | 청도군                              | 화양읍                                                                  |                                      |
| 운동장앞사거리 (청도공설운동장) |                                                                     | 청도군                              | 화양읍                                                                  |                                      |
| 범곡사거리                      | 청화로 범곡길                                                       | 청도군                              | 화양읍                                                                  |                                      |
| 청도대교                        |                                                                     | 청도군                              | 화양읍                                                                  |                                      |
|                                 | 청도읍                                                              | 청도군                              |                                                                         |                                      |
| 모강 교차로                     | 국도 제25호선 (새마을로)                                            | 청도군                              |                                                                         |                                      |
| 원당삼거리                      | 중앙로                                                              | 청도군                              |                                                                         |                                      |
| 부야 교차로                     | 팔치길                                                              | 청도군                              |                                                                         |                                      |
| 곰티재터널                      |                                                                     | 청도군                              | 연장 1,030m                                                             |                                      |
| 곰티재터널                      | 매전면                                                              | 청도군                              | 연장 1,030m                                                             |                                      |
| 곰태 교차로                     | 곰티로                                                              | 청도군                              |                                                                         |                                      |
| 관하리                          | 지방도 제925호선 (관방로)                                           | 청도군                              |                                                                         |                                      |
| 매전보건지소 매전면사무소       |                                                                     | 청도군                              |                                                                         |                                      |
| 매전삼거리                      | 국도 제58호선 (청매로)                                              | 청도군                              |                                                                         |                                      |
| 매전교삼거리                    | 지방도 제919호선 (선암로)                                           | 청도군                              |                                                                         |                                      |
| 동곡재                          |                                                                     | 청도군                              |                                                                         |                                      |
|                                 | 금천면                                                              | 청도군                              |                                                                         |                                      |
| 동곡네거리                      | 국가지원지방도 제69호선 (금천로)                                    | 청도군                              | 국가지원지방도 제69호선과 중복                                          |                                      |
| 금천면사무소                    |                                                                     | 청도군                              | 국가지원지방도 제69호선과 중복                                          |                                      |
| 금천네거리                      | 지방도 제919호선 (선암로)                                           | 청도군                              | 국가지원지방도 제69호선과 중복                                          |                                      |
| 동곡삼거리                      | 지방도 제919호선 (금천로)                                           | 청도군                              | 국가지원지방도 제69호선과 중복 지방도 제919호선과 중복 상행 좌회전 불가 |                                      |
| 방지초등학교                    |                                                                     | 청도군                              | 국가지원지방도 제69호선과 중복 지방도 제919호선과 중복                  |                                      |
| 대천공용여객자동차터미널        |                                                                     | 청도군                              | 국가지원지방도 제69호선과 중복 지방도 제919호선과 중복                  | 운문면                               |
| 대천삼거리                      | 국가지원지방도 제69호선 (운문로)                                    | 청도군                              | 국가지원지방도 제69호선과 중복 지방도 제919호선과 중복                  | 운문면                               |
| 운문댐                          |                                                                     | 청도군                              | 지방도 제919호선과 중복                                                 | 운문면                               |
| 운문댐삼거리                    | 지방도 제919호선 (운용로)                                           | 청도군                              | 지방도 제919호선과 중복                                                 | 운문면                               |
| 지촌삼거리                      | 지방도 제921호선 (운북로)                                           | 청도군                              | 지방도 제921호선과 중복                                                 | 운문면                               |
| 지촌2교                         |                                                                     | 청도군                              | 지방도 제921호선과 중복                                                 | 운문면                               |
| 신원1교 신원2교                 |                                                                     | 청도군                              | 지방도 제921호선과 중복                                                 | 운문면                               |
|                                 | 경주시                                                              | 산내면                              | 지방도 제921호선과 중복                                                 |                                      |
| 산내네거리                      | 경주시                                                              | 산내면                              | 지방도 제921호선과 중복                                                 | 지방도 제921호선 (문복로) 의곡중앙길 |
| 의곡교                          | 경주시                                                              | 산내면                              |                                                                         |                                      |
| 당고개                          | 경주시                                                              | 산내면                              |                                                                         |                                      |
|                                 | 경주시                                                              | 건천읍                              |                                                                         |                                      |
| 건천 나들목                     | 경주시                                                              | 1호선 경부고속도로                  |                                                                         |                                      |
| (천포리)                        | 경주시                                                              | 단석로                              |                                                                         |                                      |
| 용명육교                        | 경주시                                                              |                                     |                                                                         |                                      |
| 북건천 나들목                   | 경주시                                                              | 국도 제4호선 국도 제35호선 (대경로) |                                                                         |                                      |
| 건천터널                        | 경주시                                                              |                                     | 상행 연장 615m 하행 연장 627m                                           |                                      |
| 대곡 교차로                     | 경주시                                                              | 대곡용명길                          |                                                                         |                                      |
| 경주터널                        | 경주시                                                              |                                     | 상행 연장 2,080m 하행 연장 2,060m                                       |                                      |
| 경주터널                        | 경주시                                                              | 현곡면                              | 상행 연장 2,080m 하행 연장 2,060m                                       |                                      |
| 상구교                          | 경주시                                                              |                                     |                                                                         |                                      |
| 상구 교차로                     | 경주시                                                              | 국도 제7호선 (외현로)               | 국도 제7호선과 중복                                                     |                                      |
| 하구교                          | 경주시                                                              |                                     | 국도 제7호선과 중복                                                     |                                      |
| 현곡 교차로 (현곡교)            | 경주시                                                              | 지방도 제904호선 (용담로)           | 국도 제7호선과 중복                                                     |                                      |
| 청림교 무과교                   | 경주시                                                              |                                     | 국도 제7호선과 중복                                                     |                                      |
| 말구불터널                      | 경주시                                                              |                                     | 국도 제7호선과 중복 상행 연장 465m 하행 연장 440m                       |                                      |
| 말구불터널                      | 경주시                                                              | 안강읍                              | 국도 제7호선과 중복 상행 연장 465m 하행 연장 440m                       |                                      |
| 사방 교차로                     | 경주시                                                              | 안현로                              | 국도 제7호선과 중복                                                     |                                      |
| 사방대교                        | 경주시                                                              |                                     | 국도 제7호선과 중복                                                     |                                      |
| 형산강교                        | 경주시                                                              |                                     | 국도 제7호선과 중복                                                     |                                      |
|                                 | 경주시                                                              | 천북면                              | 국도 제7호선과 중복                                                     |                                      |
| 북경주 나들목                   | 경주시                                                              | 국도 제7호선 (산업로)               | 국도 제7호선과 중복                                                     |                                      |
| (이름 없음)                     | 경주시                                                              | 화산공단길                          |                                                                         |                                      |
| 신왕신교                        | 경주시                                                              |                                     |                                                                         |                                      |
| 강동터널                        | 경주시                                                              |                                     | 상행 연장 1,215m 하행 연장 1,235m                                       |                                      |
| 강동터널                        | 경주시                                                              | 강동면                              | 상행 연장 1,215m 하행 연장 1,235m                                       |                                      |
| 강동교                          | 경주시                                                              |                                     |                                                                         |                                      |
| 왕신 나들목                     | 경주시                                                              | 지방도 제945호선 (천강로)           |                                                                         |                                      |
| 강동산단교                      | 경주시                                                              | 강동산단로                          |                                                                         |                                      |
| 우복 교차로                     | 국도 제31호선 (영일만대로)                                          | 포항시                              | 남구 연일읍                                                             |                                      |
| 남성 교차로                     | 홍계길62번길 남성길 남성길1길                                       | 포항시                              | 남구 대송면                                                             |                                      |
| 남천교                          | 운제로                                                              | 포항시                              | 남구 대송면                                                             |                                      |
| (동국제강앞)                    | 장흥로                                                              | 포항시                              | 남구                                                                    |                                      |
| (포항변전소)                    | 괴동로 철강로                                                       | 포항시                              | 남구                                                                    |                                      |
| 장흥동사거리                    | 국가지원지방도 제20호선 (철강로)                                    | 포항시                              | 남구                                                                    |                                      |
| 동국에스앤씨                    |                                                                     | 포항시                              | 남구                                                                    |                                      |
| 현대종합특수강 포항공장         | 섬안로                                                              | 포항시                              | 남구                                                                    |                                      |
| 포스코건설 제내교 괴동역        |                                                                     | 포항시                              | 남구                                                                    |                                      |
| 현대제철삼거리                  | 동해안로                                                            | 포항시                              | 남구                                                                    | 종점                                 |

- 기존 구간 (2014년 이전 노선) : 신당육교 - 각남초등학교 - 각남면사무소 - 칠성삼거리 - 서상사거리 - 합천삼거리

## 도로명
경상남도
- 산청군 시천면 중산리 ~ 생비량면 생비량 교차로 : 지리산대로
- 산청군 생비량면 생비량 교차로 ~ 의령군 대의면 대의 교차로 : 합천대로
- 의령군 대의면 대의 교차로 ~ 의령읍 백야오거리 : 의령대로
- 의령군 의령읍 백야오거리 ~ 합천군 청덕면 적포교 : 의합대로
- 창녕군 이방면 적포교 ~ 창녕읍 오리정사거리 : 우포1대로
- 창녕군 창녕읍 오리정사거리 ~ 송현사거리 : 명덕로
- 창녕군 창녕읍 송현사거리 ~ 고암면 고암사거리 : 창밀로
- 창녕군 고암면 고암사거리 ~ 성산면 버티재 : 고암성산대로

경상북도
- 청도군 풍각면 버티재 ~ 운문면 신원1교 : 청려로
- 경주시 산내면 신원1교 ~ 건천읍 건천 나들목 : 단석로
- 경주시 건천읍 건천 나들목 ~ 포항시 남구 동국제강앞 : 건포산업로
- 포항시 남구 동국제강앞 ~ (포항변전소) : 장흥로
- 포항시 남구 (포항변전소) ~ 장흥동사거리 : 철강로
- 포항시 남구 장흥동사거리 ~ 현대제철삼거리 : 대송로

## 자동차 전용도로 구간
아래 구간은 국토교통부에서 지정한 자동차 전용도로 구간이므로 보행자, 자전거 등은 통행할 수 없다. 이륜자동차 (모터사이클 혹은 오토바이)는 긴급자동차 (싸이카 및 소방용 모터사이클 등)에 한해 통행이 가능하며, 그 밖의 이륜자동차와 경운기, 우마차, 트랙터, 손수레는 통행할 수 없다.
| 도로명     | 시점                          | 종점                        | 총연장 (km) | 차로수 | 지정일          |
| ---------- | ----------------------------- | --------------------------- | ----------- | ------ | --------------- |
| 건포산업로 | 경상북도 경주시 건천읍 천포리 | 경상북도 포항시 남구 장흥동 | 32.9        | 4      | 2000년 2월 24일 |

## 사진

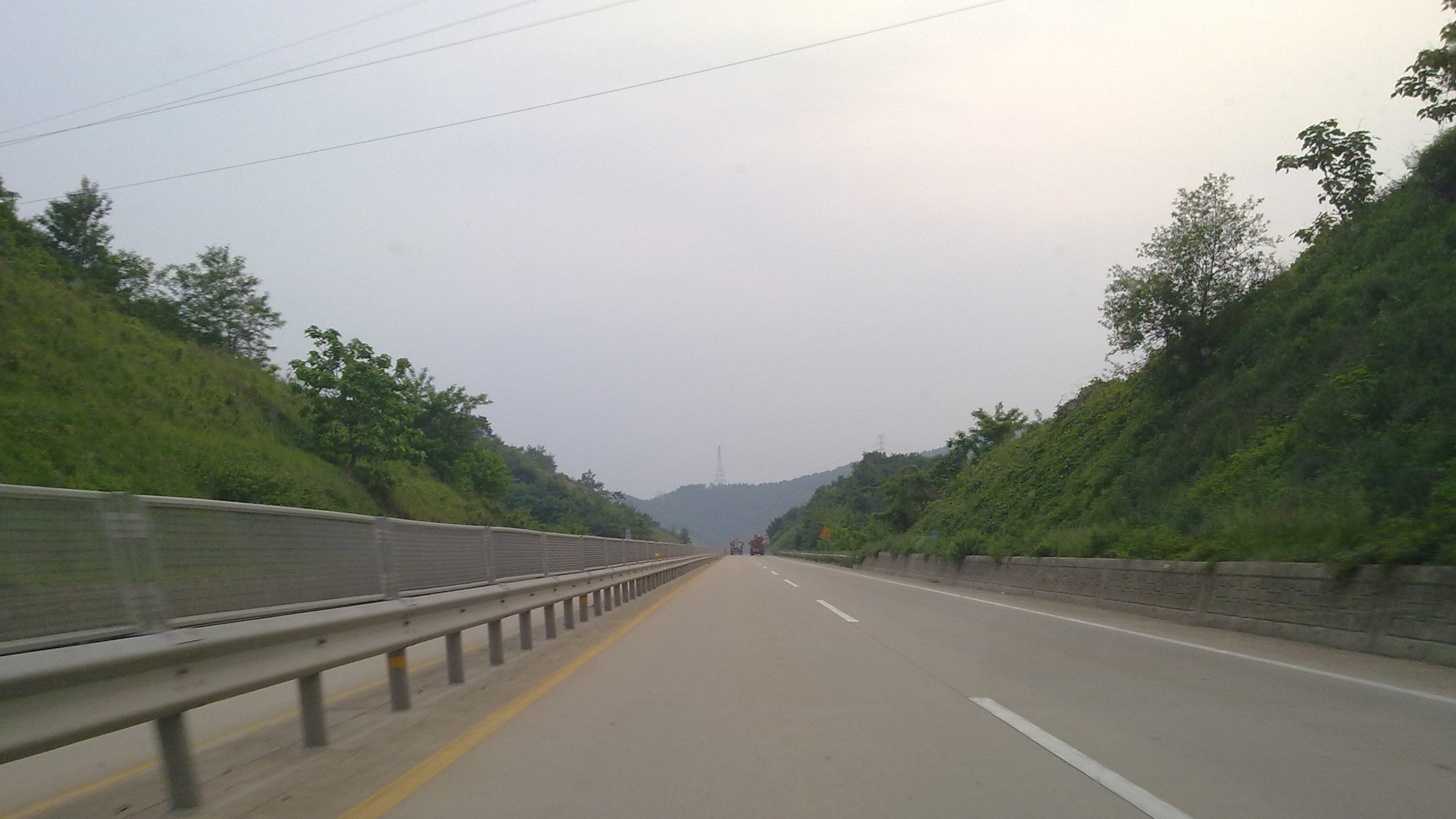
포항~건천간 건포산업로 구간
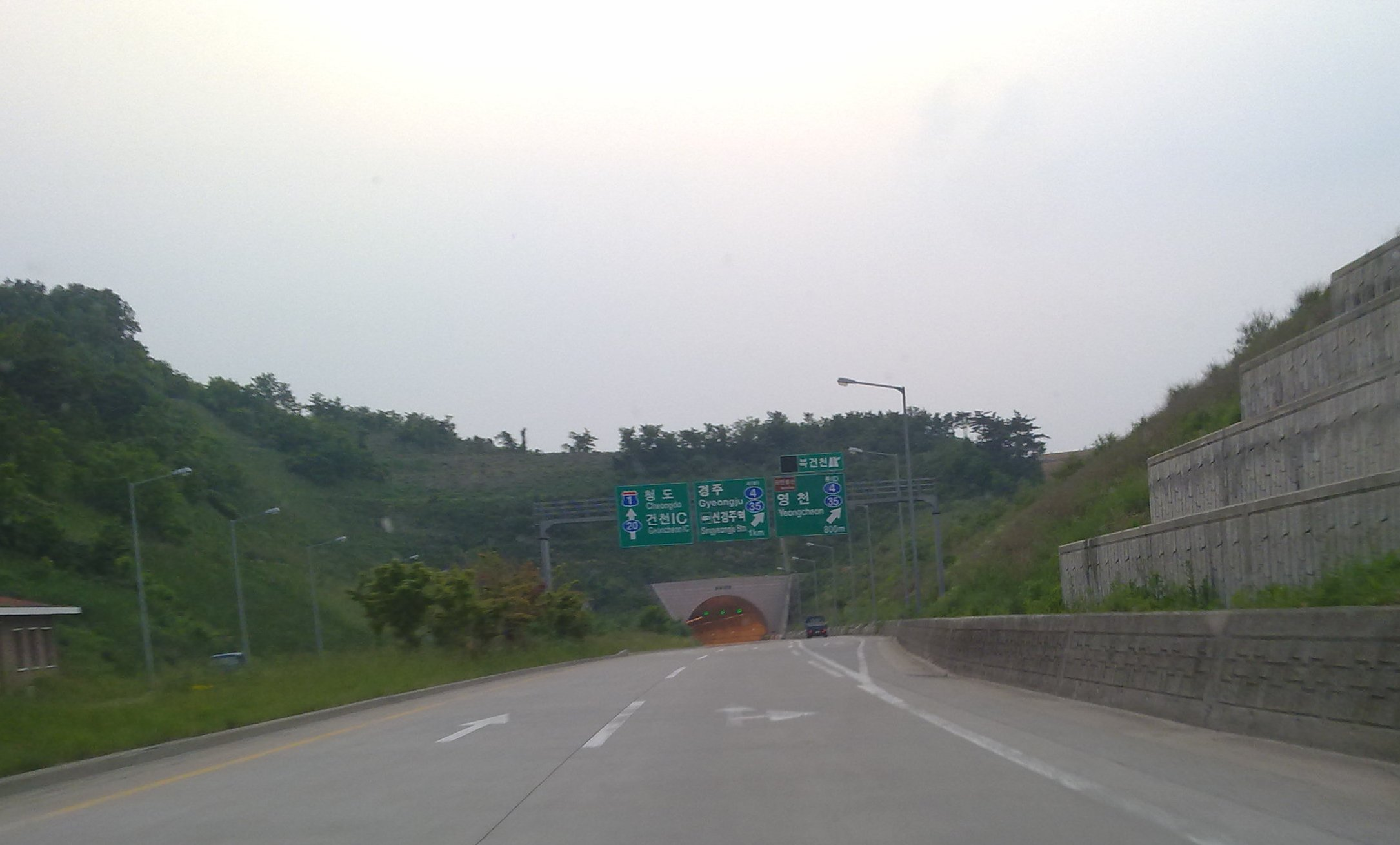
건천터널(건천방면) 전경
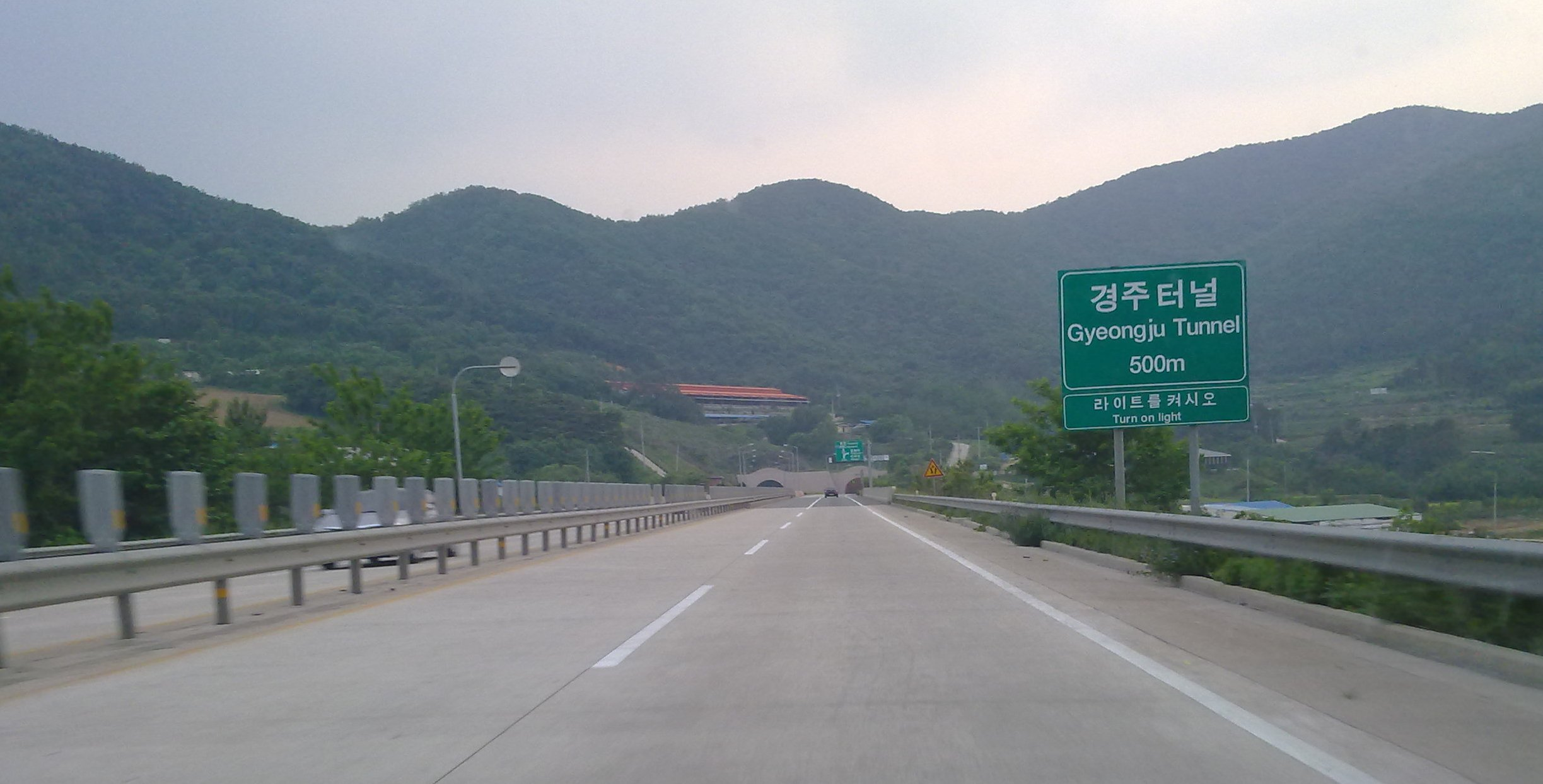
경주터널(건천방면) 전경
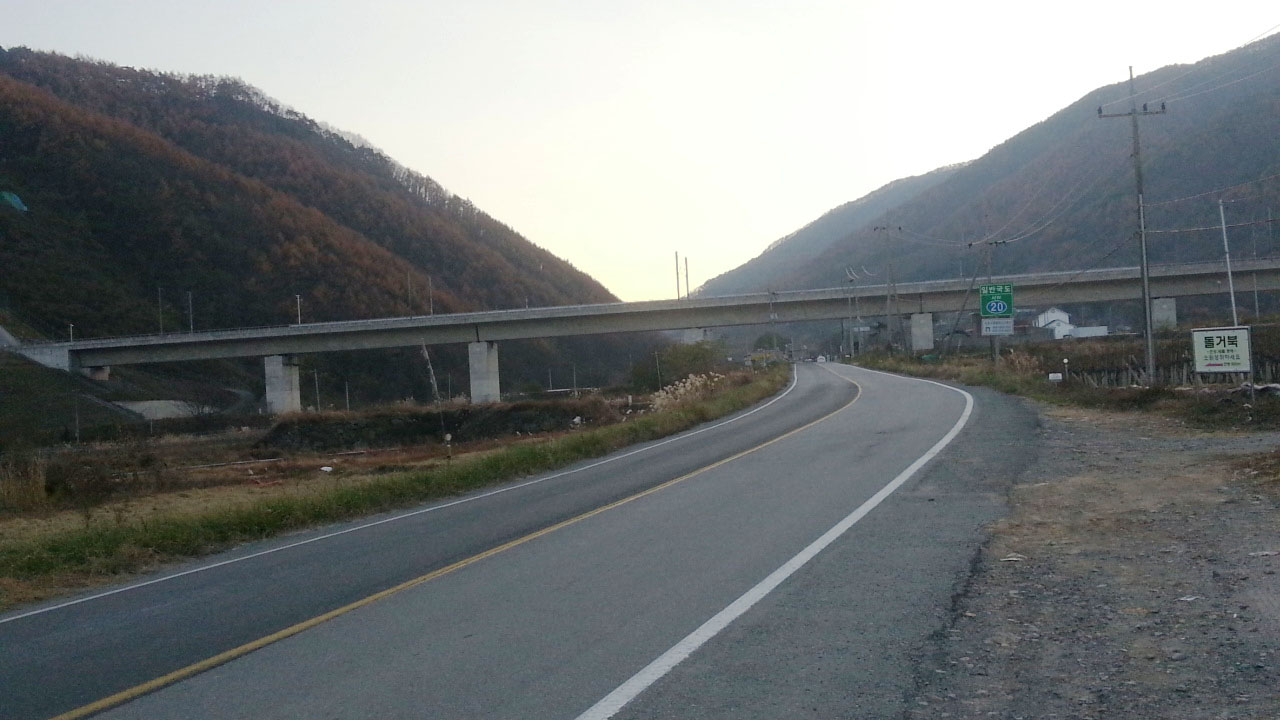
송선리 (산내·운문방면) 전경

## 같이 보기
- 국가지원지방도 제20호선